# Gare de Mignaloux - Nouaillé
Gare de Mignaloux - Nouaillé vasútállomás Franciaországban, Mignaloux-Beauvoir településen.

## Vasútvonalak
Az állomást az alábbi vasútvonalak érintik:
- Saint-Benoît au Blanc-vasútvonal
- Mignaloux - Nouaillé-Bersac-vasútvonal

## Kapcsolódó állomások
A vasútállomáshoz az alábbi állomások vannak a legközelebb:
- Gare de Poitiers
- Gare de Lussac-les-Châteaux